# ディモルフォドン
ディモルフォドン (Dimorphodon) は、大爪翼類に属する翼竜の一属である。

## 名称
学名は「二形の歯（δυο=2・μορφη=形・οδονς=歯）」という意味である。

## 分布
ジュラ紀に生息していた。発見された化石のほとんどはドーセットやグロスターシャーなどグレートブリテン島南部のジュラ紀前期の地層から出土している。近年になってこの属に属すると思われる化石がメキシコから発見された。この標本はジュラ紀中期の地層から出土したため、これがディモルフォドン属であることが確実ならば、その分布域だけでなく生息年代も大きく広がることになる。

## 特徴

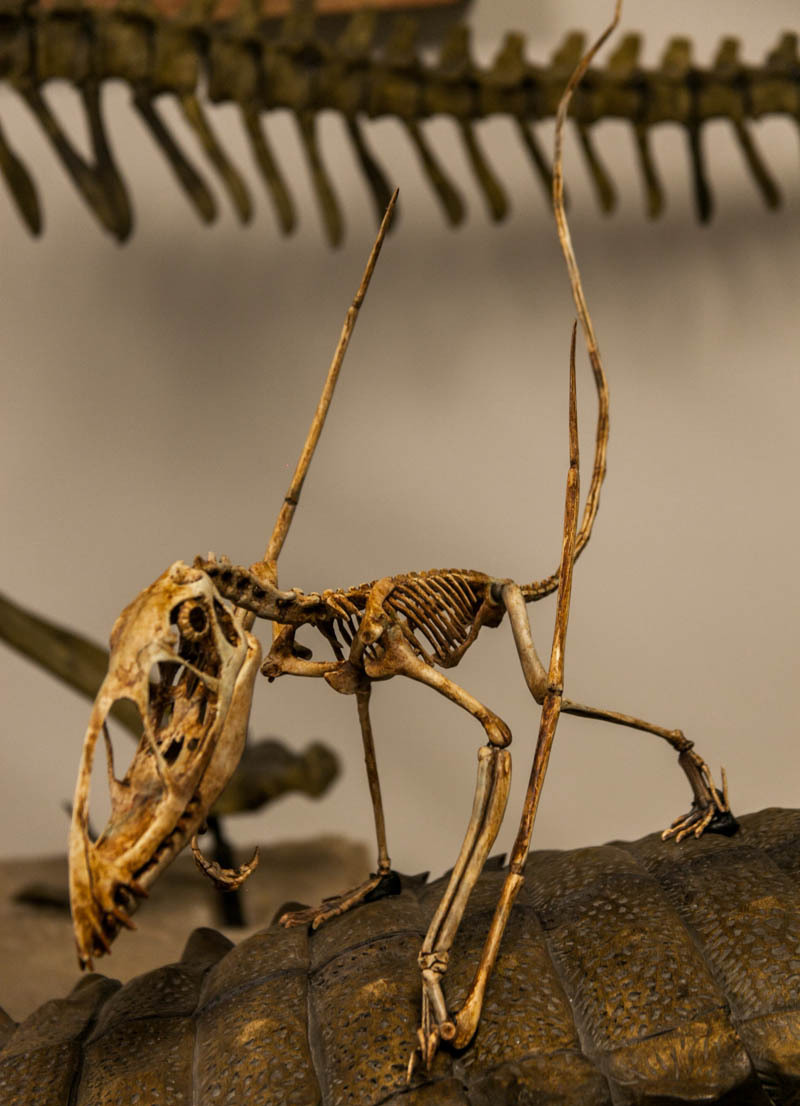
四つ足状態の全身骨格

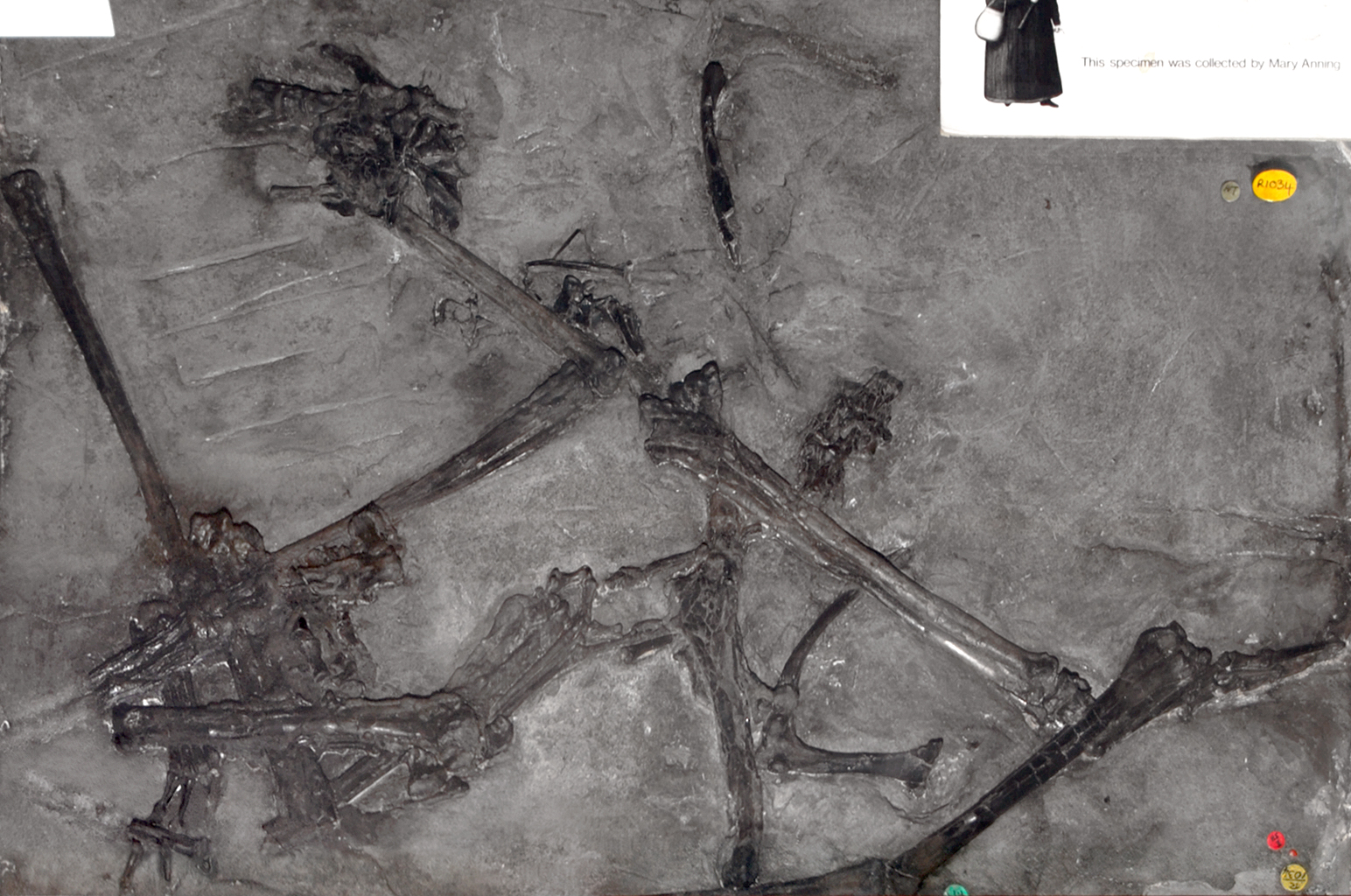
D. マクロニクスのホロタイプ標本

全長はおよそ1メートル、最大翼開長は1.4メートルほどで、基部ではよく動くが全体的には棒のような長い尾を持つ。
頭骨は大きくかつ丈が高い物で、側面形はおよそ楕円の1/4を切り出したような形をしている。しかし、鼻孔、前眼窩窓、眼窩、上側頭窓、下側頭窓など頭骨に開口している孔が大きく拡大し、開口部間はただの骨の桁状にまで細長くなっているため、その大きさに比してはるかに軽量化されている。
歯牙は、前顎骨にはえている4本は大きく、その後方の上顎骨にはえている物は小さい。下顎の歯もそれに対応して、前部は大型、後部に小型の歯が生えている。これが属名の由来となっている。なおこの翼竜の発見から百年以上の後、さらに明確な二歯性を示す翼竜化石が発見され、エウディモルフォドン（真の二形の歯）という名を与えられたが、ディモルフォドンとの類縁関係は小さい。
翼竜としては翼は小さい。特に、他の翼竜であれば前腕部よりはるかに長い第1翼指骨が、前腕より少し長い程度しかない。前肢の短さに対して、後枝はよく発達している。脛骨は前腕よりも長い。

## 発見

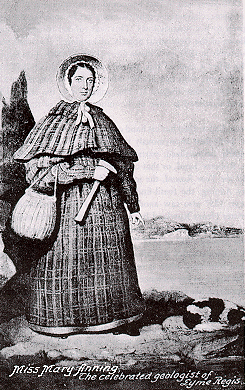
発見者メアリー・アニング

本属の化石が初めて発見されたのは、1828年12月の事だった。場所はドーセットにあるライム・リージスの海岸に現れていたジュラ紀前期の地層で、発見者はプレシオサウルスやイクチオサウルスの化石を発見したことでも有名なメアリー・アニングである。また、この発見はイギリス初の翼竜化石であるばかりでなく、ドイツ・バイエルン周辺以外で初めて発見された翼竜でもあった。
その化石はオックスフォード大学のウィリアム・バックランドによって1829年に記載された。バックランドはこれをプテロダクティルスの一種とし、翼の小さな指に比較的大きな爪があることから Pterodactylus macronyx と命名した。
メアリー・アニングによって発見された化石の頭骨は失われていた。しかしおよそ30年後の1858年、ライム・リージスから出土した多くの同種翼竜化石の中によく保存された頭骨が含まれていた。これを詳細に研究したリチャード・オーウェンは、この頭骨がプテロダクティルスとは明らかに異なることを認め、1859年にこの動物をプテロダクティルス属から新設したディモルフォドン属に移動し、Dimorphodon macronyx と命名した。
ディモルフォドン属に属する化石は永らくライム・リージス周辺のジュラ紀前期の地層からしか見つかっておらず、構成種も模式種である D. macronyx のみとされてきた。しかし1998年になって、メキシコのタマウリパス州から新種が報告され、D. weintraubi と名付けられた。この新種は第1翼指骨が D. macronyx ほど短くないこと、足の爪の基部に種子骨が見られないこと、D. macronyx よりも大型であることなどが相違点となっている。

## 生態
その特徴的な歯牙の生え方から魚食性だったと考えられており、顔の形の似ているツノメドリのような復元がなされることがある。近年では、あごの形状や推定される飛行能力の低さなどから、昆虫や陸上の脊椎動物を捕食していたのではないかと考えられるようになり、無限遠焦点顕微鏡による歯の解析でもそれを示唆する結果が得られている。

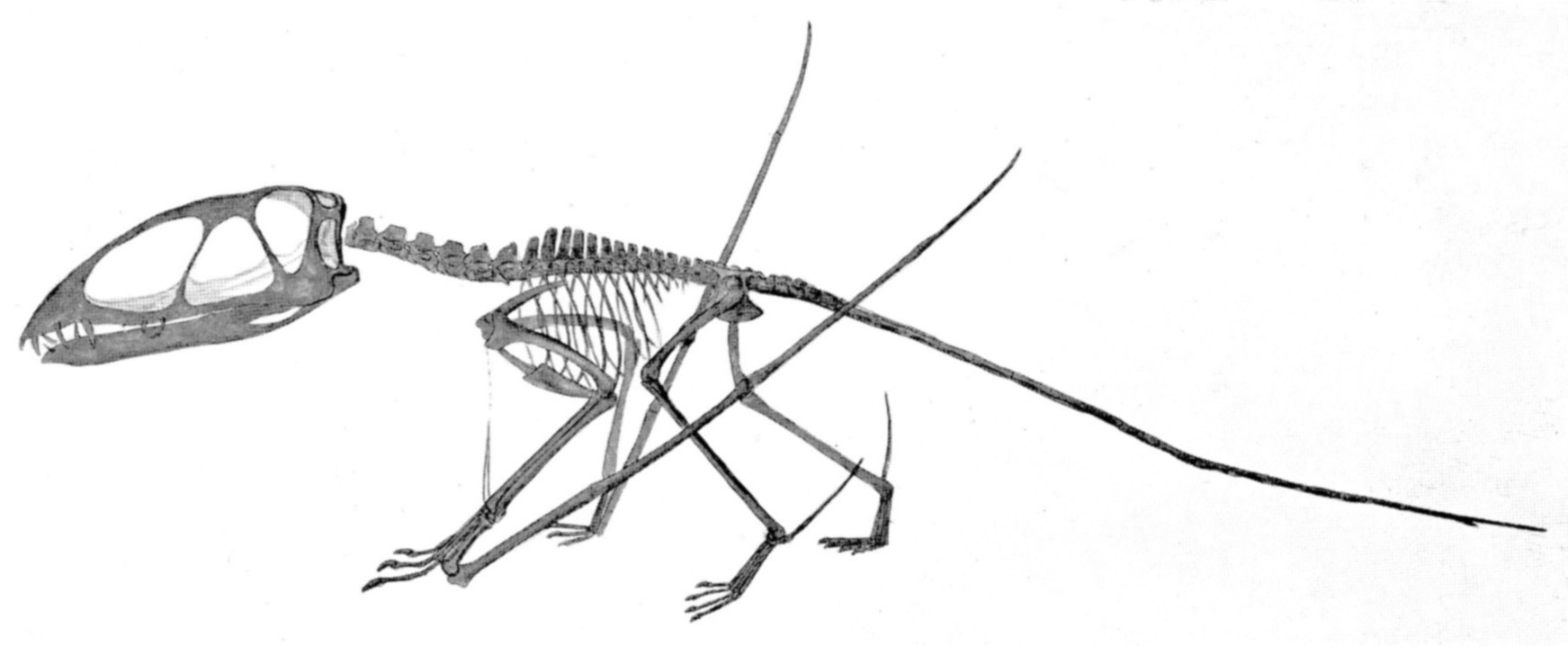
四足歩行の復元図

翼竜の地上姿勢について議論されていた頃、特に後枝の発達したこの翼竜について地上での二足歩行の可能性が論じられていたことがある。1983年にケヴィン・パディアン (Kevin Padian) によって、この翼竜がその長い尾でバランスを取って、鳥類のような二足歩行をする復元が発表された。これは中足骨-趾骨関節の構造、足趾の長さが最長の第3趾から両側にほぼ対称の配置をしていること、などを根拠に趾行性歩行をしているとした説であった。
しかしこの説には「そのような長い尾を持っていなかった翼竜はどうしていたのか」「翼竜の大腿骨-寛骨臼関節では鳥類のような大腿部を身体の真下に持ってくる配置が困難である」など反論が多く、主流の説とはならなかった。その後、各地で発見された翼竜の足跡化石が蹠行性四足歩行の跡を示していたことから、現在では翼竜の二足歩行説はほとんど顧みられることがない。